# Mitílids
Els mitílids (Mytilidae) són una família de mol·luscs bivalves que inclou els populars musclos i també els dàtils de mar.

## Taxonomia
L'ordre inclou 460 espècies en 62 gèneres i 11 subfamílies:
- Subfamília Arcuatulinae Scarlato & Starobogatov, 1979
- Subfamília Bathymodiolinae Kenk & B. R. Wilson, 1985
- Subfamília Brachidontinae F. Nordsieck, 1969
- Subfamília Crenellinae Gray, 1840
- Subfamília Dacrydiinae Ockelmann, 1983
- Subfamília Lithophaginae H. Adams & A. Adams, 1857
- Subfamília Modiolinae G. Termier & H. Termier, 1950
- Subfamília Musculinae Iredale, 1939
- Subfamília Mytilinae Rafinesque, 1815
- Subfamília Mytiliseptinae B. Morton, 2020
- Subfamília Septiferinae Scarlato & Starobogatov, 1979